# ローリング・サンダー・レヴュー
ローリング・サンダー・レヴュー（Rolling Thunder Revue）は、1975年 - 1976年にボブ・ディランを中心としたミュージシャンらによって行われたライブツアーである。

## 概要
アメリカ建国200周年にあたる1975年、それを記念した催しがアメリカ国内で盛んに行われた。ボブ・ディランもその一環として、アメリカのルーツを辿りながらライブを行うツアーを計画した。そして、アルバム『欲望』（発売は翌年）の録音が完了した直後にツアーを開始した。なおツアーの名称は、ネイティブ・アメリカンにおいて祈祷師のような特殊な能力を有する人物「ローリングサンダー」に由来する。
このツアーには多くのミュージシャンなどが同行し、「グアム」というツアーバンドとして活動した。ディランのアルバム『欲望』に参加したロブ・ストーナー、スカーレット・リヴェラのほか、デヴィッド・ボウイと活動を共にしたギタリストとして知られるミック・ロンソン、ディランと長年親交のあるジャック・エリオット、ジョーン・バエズ、ロジャー・マッギン、ボブ・ニューワース、キンキー・フリードマン、まだ若手であったTボーン・バーネット、デイヴィッド・マンスフィールド、スティーヴン・ソールズ、詩人のアレン・ギンズバーグなど、まさに大所帯でのツアーとなった。また、ロビー・ロバートソン、リック・ダンコ、ジョニ・ミッチェル、パティ・スミス、リッチー・ヘブンズ、デニス・ホッパーなどのゲストが登場することもあった。
ライブ内容もディランだけでなく、「グアム」に参加しているミュージシャンのソロパフォーマンスも多く演奏され、ライブ時間は4時間にも及んだという。
その特異な趣向であったからか、予算を度外視したツアーだということや、60年代の理想を再現したなどと評されている。同時期に発生したパンク・ムーヴメントと併せて、商業化したロックへのアンチテーゼだったと評価する向きも多い。
このツアーは、第1期とされる1975年10月30日 - 12月8日の30公演と、第2期とされる1976年4月18日 - 5月25日の27公演の、2つの時期に分けて行われた。

## 第1期・1975年秋のツアー

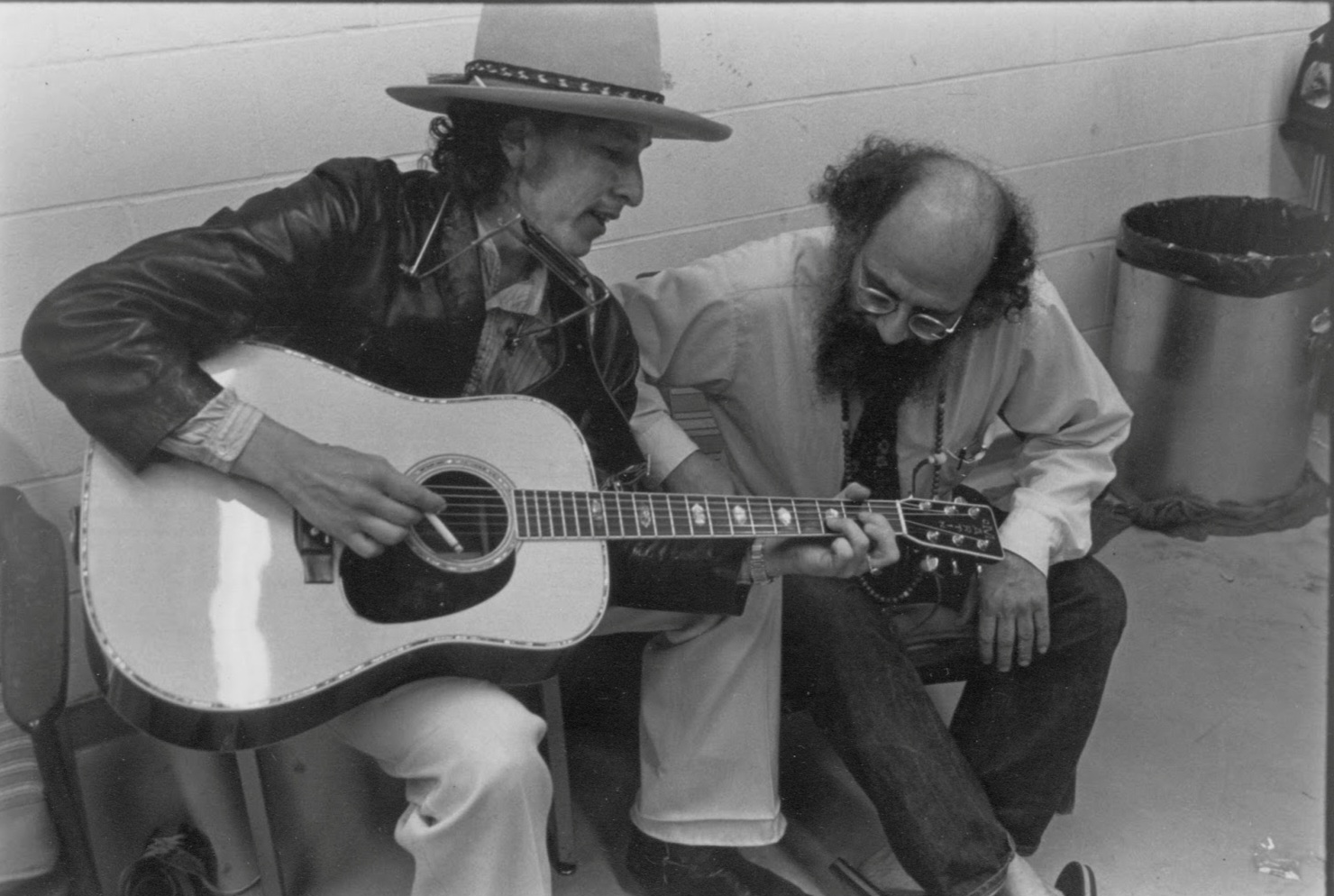
バックステージにて、アレン・ギンズバーグと

アメリカのルーツといわれているマサチューセッツ州プリマスにてツアーを開始。この時期では、小会場を中心にライブを行い、前もって会場を決めず、巡業する中でその会場を手配していた。そのため聴衆には事前に会場を知らせず、直前になってからチラシやポスターなどを配布・掲出していた。
また、ほとんど即興芝居の形をとった映画『レナルド&クララ』の撮影がツアーと並行して行われ、脚本を依頼されたサム・シェパードもツアーに同行していた。この映画撮影に合わせるためか、この時期のディランは白塗りのメイクを施し、花を付けた帽子を被っていたのが特徴的である。
最終公演はニューヨークのマディソン・スクエア・ガーデンで行われ、ルービン・カーター事件の冤罪を訴える目的で『ナイト・オブ・ハリケーン』と題して行われた。

### 収録作品
- ザ・ブートレッグ・シリーズ第5集：ローリング・サンダー・レヴュー - ライブ・アルバム
- レナルド&クララ - 映画（未ソフト化）

## 第2期・1976年春のツアー

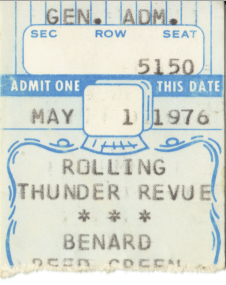
1976年5月1日公演のチケット

アルバム『欲望』が発売されて大ヒットを記録した後、昨年に引き続き『ナイト・オブ・ハリケーン2』が1月25日にテキサスで行われた。
そして、フロリダ州レイクランドにて第2期ツアーを開始。第1期とは変わって、この時期では大会場でもライブを行うようになった。演奏のアレンジも第1期と変わっている。しかし、ライブの評判が芳しくなく、チケットの売り上げが伸び悩んでしまった。
5月23日のコロラド州フォート・コリンズ公演では、ライブアルバムとNBCによるテレビスペシャルの収録が行われた。最終公演はその2日後に、ユタ州ソルトレイクシティで行われた。

### 収録作品
- 激しい雨 - ライブ・アルバム
- ボブ・ディラン ライブ・コンサート・スペシャル 激しい雨 - NBCテレビ番組（未ソフト化）
  - 4月22日のフロリダ州クリアウォーター公演もテレビ収録されており、NBCで放送される予定だったが中止された。

## ツアー日程

### 1975年
- 10月30日・31日 - マサチューセッツ州プリマス、War Memorial Auditorium
- 11月1日 - マサチューセッツ州ノース・ダートマス、サウスイースタンマサチューセッツ大学
- 11月2日 - マサチューセッツ州ローウェル、ローウェル工科大学
- 11月4日（2回） - ロードアイランド州プロビデンス、プロビデンス・シビック・センター
- 11月6日（2回） - マサチューセッツ州スプリングフィールド、スプリングフィールド・シビック・センター
- 11月8日 - バーモント州バーリントン、バーモント大学「Patrick Gymnasium」
- 11月9日 - ニューハンプシャー州ダーラム、ニューハンプシャー大学
- 11月11日 - コネチカット州ウォーターバリー、パレス・シアター
- 11月13日（2回） - コネチカット州ニューヘイブン、ベテランズ・メモリアル・コロシアム
- 11月15日（2回） - ニューヨーク州ナイアガラフォールズ、コンベンション・センター
- 11月17日（2回） - ニューヨーク州ロチェスター、Rochester Community War Memorial
- 11月19日 - マサチューセッツ州ウースター、メモリアル・オーディトリアム
- 11月20日 - マサチューセッツ州ケンブリッジ、ハーバード・スクエア・シアター
- 11月21日（2回） - マサチューセッツ州ボストン、ボストン・ミュージック・ホール
- 11月22日 - マサチューセッツ州ウォルサム、ブランダイス大学「Shapiro Gymnasium」
- 11月24日 - コネチカット州ハートフォード、ハートフォード・シビック・センター
- 11月26日 - メイン州オーガスタ、オーガスタ・シビック・センター
- 11月27日 - メイン州バンガー、市立オーディトリアム
- 11月29日 - カナダ・ケベック州ケベック・シティ、ケベック・シティ・コロシアム
- 12月1日・2日 - カナダ・オンタリオ州トロント、メイプルリーフ・ガーデン
- 12月4日 - カナダ・ケベック州モントリオール、モントリオール・フォーラム
- 12月7日 - ニュージャージー州クリントン、女子刑務所
  - 楽曲『ハリケーン』のモチーフとなったルービン・"ハリケーン"・カーターが訪れ、多くの報道陣にとりあげられた。
- 12月8日 - ニューヨーク州ニューヨーク、マディソン・スクエア・ガーデン
  - 『ナイト・オブ・ハリケーン』としての公演

### 1976年
- 1月22日・23日 - カリフォルニア州ロサンゼルス、リハーサルスタジオ
  - 『ナイト・オブ・ハリケーン2』のリハーサル
- 1月25日 - テキサス州ヒューストン、アストロドーム
  - 『ナイト・オブ・ハリケーン2』としての公演
- 4月18日 - フロリダ州レイクランド、レイクランド・シビック・センター
- 4月20日 - フロリダ州セントピーターズバーグ、ベイフロント・シビック・センター・オーディトリアム
- 4月21日 - フロリダ州タンパ、カーティス・ヒクソン・ホール
- 4月22日（2回） - フロリダ州クリアウォーター、ベルビュー・ビルトモアホテル「スターライト・ボールルーム」
- 4月23日 - フロリダ州オーランド、オーランド・スポーツ・スタジアム
- 4月25日 - フロリダ州ゲインズビル、フロリダ大学「ベン・ヒル・グリフィン・スタジアム」
- 4月27日 - フロリダ州タラハシー、フロリダ州立大学
- 4月28日 - フロリダ州ペンサコーラ、西フロリダ大学
- 4月29日 - アラバマ州モービル、市立オーディトリアム「エキスポ・ホール」
- 5月1日 - ミシシッピ州ハティスバーグ、南ミシシッピ大学「Reid Green Coliseum」
- 5月3日 - ルイジアナ州ニューオーリンズ、倉庫内
- 5月4日 - ルイジアナ州バトンルージュ、ルイジアナ州立大学「アッセンブリー・センター」
- 5月8日 - テキサス州ヒューストン、ヒューストン大学「ホフハインツ・パビリオン」
- 5月11日 - テキサス州サンアントニオ、市立オーディトリアム
- 5月12日 - テキサス州オースティン、市立オーディトリアム
- 5月15日 - テキサス州ゲイツビル、州立ゲイツビル少年学校
- 5月16日 - テキサス州フォートワース、タラント・カントリー・コンベンション・センター・アリーナ
- 5月18日 - オクラホマ州オクラホマシティ、ステート・フェア・アリーナ
- 5月19日 - カンザス州ウィチタ、Henry Levitt Arena
- 5月23日 - コロラド州フォート・コリンズ、コロラド州立大学「ヒューズ・スタジアム」
- 5月25日 - ユタ州ソルトレイクシティ、ソルト・パレス・コンベンション・センター

## ツアー終了後
第2期ツアー終了後の1976年9月には、『激しい雨』のライブアルバムが発売され、直後にテレビスペシャルも放映された（日本ではテレビスペシャルが翌年に放映）。放送前は、謎に包まれたツアーの放映ということもあって、テレビ雑誌でも表紙に取り上げられるなど期待されていたが、不評であった。
1978年には映画『レナルド&クララ』が公開された。最初は4時間の作品だったが、話の展開が理解しづらいなど不評であったため、2時間に短縮し再び公開。しかし評判は変わらず、まもなく公開打ち切りとなってしまった。同年にはサム・シェパードが書籍『ディランが街にやってきた』（現在は『ローリング・サンダー航海日誌』に改題）を発行。これはサム・シェパードの視点から書かれたツアーの記録である。
後々になってライブの模様を収録した海賊版が大量に出回るようになった。そして、第1期ツアーのブートレグ音源から再編集した公式ライブアルバムが『ザ・ブートレッグ・シリーズ第5集』として2002年に発売され、ヒットとなった。しかし、その後も海賊版は製作され続けている。
なお、このツアーをきっかけに、T・ボーン・バーネット、デイヴィッド・マンスフィールド、スティーヴン・ソールズはアルファバンドを結成。2枚のアルバムを発表した。